# Ove Hansen
Ove Henry Hansen (ur. 24 września 1909 w Slagelse, zm. 5 maja 1997) – duński polityk i samorządowiec, deputowany Folketingetu i poseł do Parlamentu Europejskiego, w latach 1967–1968 minister handlu i współpracy nordyckiej.

## Życiorys
Syn Henrika Hansena. W 1926 ukończył szkołę realną, a w 1933 szkołę handlową jako pracownik biurowy. Pracował w tym zawodzie przez 20 lat w ramach American Gulf Oil Company. Zaangażował się w działalność polityczną w ramach Socialdemokraterne. Był radnym, a od 1952 do 1967 burmistrzem gminy Ballerup-Måløv. W latach 1953–1971, 1971–1973 i 1975–1977 poseł do Folketingetu. W 1964 odmówił objęcia teki ministra spraw wewnętrznych. Od października 1967 do lutego 1968 sprawował funkcję ministra handlu i współpracy nordyckiej w drugim rządzie Jensa Otto Kraga. W 1967 i od 1968 do 1973 zasiadał natomiast w Zgromadzeniu Parlamentarnym Rady Europy, gdzie był wiceprzewodniczącym i szefem duńskiej delegacji. Od listopada 1976 do sierpnia 1977 oddelegowany do Parlamentu Europejskiego, należał do frakcji socjalistycznej.